# Konstantinovský palác
Konstanstinovský palác (rusky Константиновский дворец), též Velký strelenský palác (rusky Большой Стрельнинский дворец), nyní Státní komplex Palác kongresů (rusky Государственный комплекс «Дворец конгрессов») je architektonický komplex z 18. století v petrohradské části Strelna. Nachází se na jižním břehu Finského zálivu na řekách Strelka a Kikenka, asi 19 kilometrů od centra Petrohradu. Od roku 2003 slouží jako muzeum a kongresové centrum.

## Historie
Komplex parků a budov Konstantinovského paláce vznikal od 18. století do první poloviny 19. století. Až do roku 1917 patřil carské rodině, jeho prvním majitelem byl Petr Veliký. Od konce 18. století byl zpravidla sídlem velkoknížat, už v roce 1797 ho Pavel I. věnoval svému druhorozenému synovi velkoknížeti Konstantinu Pavlovičovi. Po něm získal palác své jméno.

### „Ruské Versailles“ ve Strelně

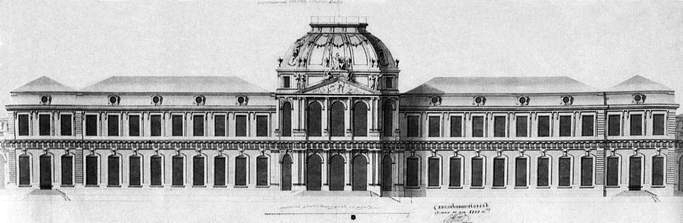
Jean-Baptiste Le Blond: Projekt paláce ve Strelně, pobřeží směřující k moři (1717)

Již v roce 1709 si car Petr Veliký vybral místo pro výstavbu reprezentační rezidence po vzoru pařížského Versailles. Původní projekt římského architekta Sebastiana Ciprianiho se ukázal být příliš složitý. V roce 1715 tak car oslovil francouzského architekta Jean-Baptista Le Blonda a italského architekta Carla Bartolomea Rastrelliho. Vítězem soutěže se stal Le Blond, záhy však zemřel a jeho projekt dokončil Niccoló Michetti. Výstavba dominanty komplexu, samotného Konstantinovského paláce, začala 22. června 1720.

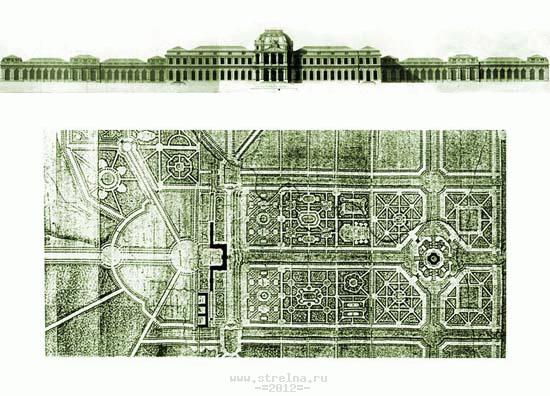
Jean-Baptiste Le Blond: Projekt parkového komplexu ve Strelně (1717)

K zajištění dlouhodobého provozu fontán, které měly zvyšovat okázalost celého komplexu, bylo potřeba vybudovat nádrže s dostatečnou zásobou vody. Požadované zvýšení hladiny nadzemní vody by ale vedlo k zatopení rozsáhlých nízko položených území kolem Strelky a Kikenky o rozloze desítek čtverečních kilometrů.
Případné pokusy řešit situaci jinak by byly příliš nákladné. Burkhard Christoph von Münnich nakonec přesvědčil Petra Velikého, aby si nechal park s fontánami vybudovat v Petrodvorci, kde byly podmínky k jeho vybudování příznivější. To zasáhlo do stavebních prací ve Strelně, ještě větší dopad pak měla smrt cara v roce 1725. V roce 1730 se práce ve Strelně zastavily zcela.

### Velkoknížecí éra
V 50. letech 18. století převzal dostavbu paláce syn Carla Bartolomea Rastrelliho Francesco Bartolomeo Rastrelli. Ten projekt paláce mírně upravil, nechal kupř. postavit reprezentativní schodiště ve východním křídle. Ani tentokrát ale stavba nebyla dokončena. Předpokládá se, že Rastrelliho projekt tří obloukových průjezdů na hlavním průčelí Zimního paláce vychází z vlivu architektonického řešení Konstantinovského paláce od Le Blonda a Michettiho.
V roce 1797 ztratil palác status carského sídla, protože z rozhodnutí Pavla I. přešlo vlastnictví do rukou jeho syna velkoknížete Konstantina Pavloviče. V roce 1802 upravil architekt Andrej Voronichin interiéry v antickém slohu. O rok později palác vyhořel a Voronichin s Luigim Ruscou využili oprav k některým změnám. Byl přistavěn belvedér, v piano nobile vznikla výstavní enfiláda. Malířskou výzdobu vytvořili Fjodor Ščerbakov a Giacomo Ferrari. V letech 1847 až 1851 na objednávku dalšího majitele velkoknížete Konstantina Nikolajeviče proběhla další přestavba vedená Christianem Meyerem a Andreiem Stackenschneiderem. Na fasádách vytvořili arkýře a balkony, soukromé prostory byly přepracovány v eklektickém styly a vznikla rodinná kaple.

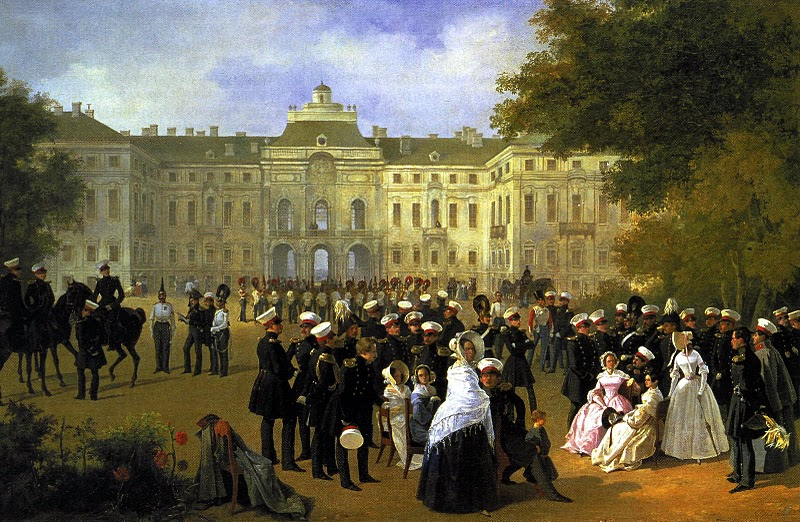
Přijetí strážní gardy v Konstantinovském paláci (obraz z 19. století)

Následně v paláci žila rodina Konstantina Romanova (známého jako básníka s pseudonymem K. R.), faktickým vlastníkem byl jeho bratr Dmitrij Konstantinovič se svou matkou Alexandrou Sasko-Koburskou.
V paláci se nacházejí také osobní pokoje řecké královny Olgy Konstantinovny, která poté, co byl její manžel král Jiří I. při puči v roce 1913 zavražděn, žila v Rusku.

### 20. století
Po říjnové revoluci bolševici palác zkonfiskovali a sídlila v něm internátní škola. V roce 1937 tu bylo otevřeno sanatorium a poté důstojnická škola vojenského námořnictva. Za druhé světové války tu byl štáb německého námořnictva s několika loděmi, ale v bojích byl téměř celý zničen, z budovy zůstaly jen obvodové zdi. Palác byl obnoven jen pro provozní účely, aby v něm mohly působit geofyzikální a radiotechnické oddělení, katedra vojenského námořnictva a knihovna Leningradského arktického učiliště. Po uzavření školy v roce 1990 byl palác bez majitele a stávala se z něj ruina.

## Státní komplex Palác kongresů

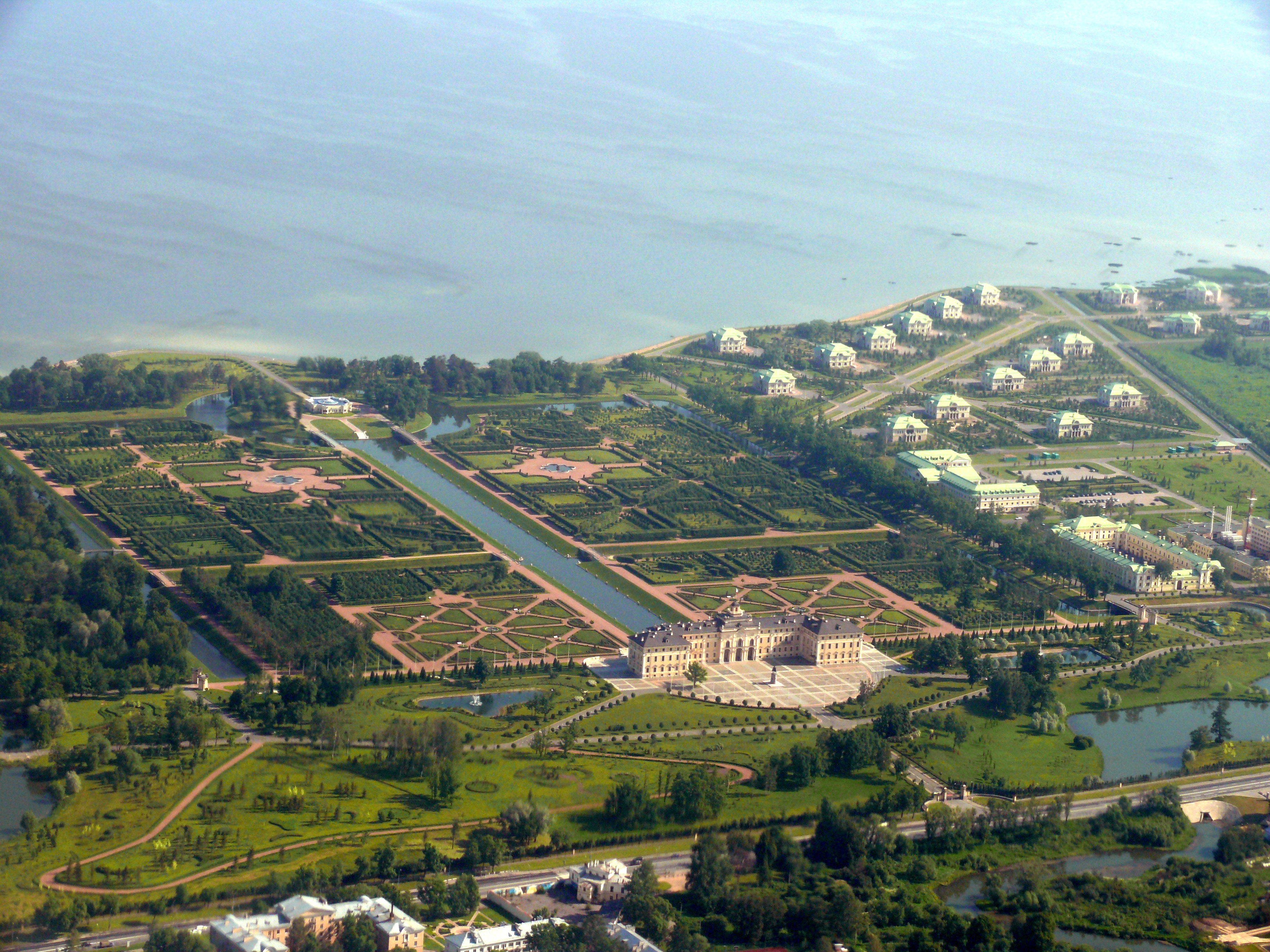
Státní komplex Palác kongresů v roce 2012

V roce 2000 se palác dostal do majetku prezidentské kanceláře a začaly rozsáhlé stavební rekonstrukce. Byly obnoveny fasády i interiéry paláce, park a systém kanálů. Většinu rekonstrukce financoval stát. Došlo dokonce k výstavbě fontán a mostů, které zůstaly v původním projektu pouze na papíře. Tři mosty jsou otevíratelné a vodní plochy mají dostatečnou hloubku, aby jimi mohly proplouvat jachty a říční lodi.
Na břehu Finského zálivu nedaleko od paláce byla vybudována konzulární vesnice, sestávající z 20 dvoupodlažních chat, z nichž každá svým vybavením připomíná určité ruské město. Postaven byl i pětihvězdičkový hotel Baltijskaja zvjozda (Baltická hvězda) stylizovaný jako staré ruské sídlo. Bývalý jachtklub byl přestavěn na tiskové středisko a v bývalých carských konírnách vzniklo administrativní ústředí komplexu.

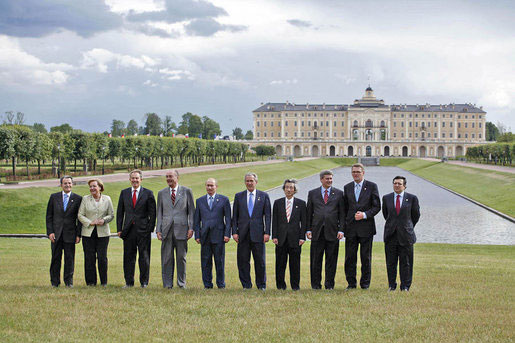
Hlavy států zemí G8 v parku Konstantinovského paláce v roce 2006

Slavnostní otevření obnoveného paláce proběhlo 30. a 31. května 2003.
V červenci 2006 se v Paláci kongresů konal petrohradský summit G8, o sedm let později hostil summit G20. 25. července 2015 proběhlo v paláci losování kvalifikace mistrovství světa ve fotbale 2018.

## Sbírky
V obnovených historických interiérech paláce se nachází několik expozic výtvarných děl. Významným přírůstkem se stala sbírka violoncellisty Mstislava Rostropoviče a jeho choti, pěvkyně Galiny Višněvské. V roce 2012 objevená sbírka uměleckých předmětů, tzv. Naryškinovský poklad, je rovněž vystavena v Konstantinovském paláci.

### Sbírka Mstislava Rostropoviče a Galiny Višněvské

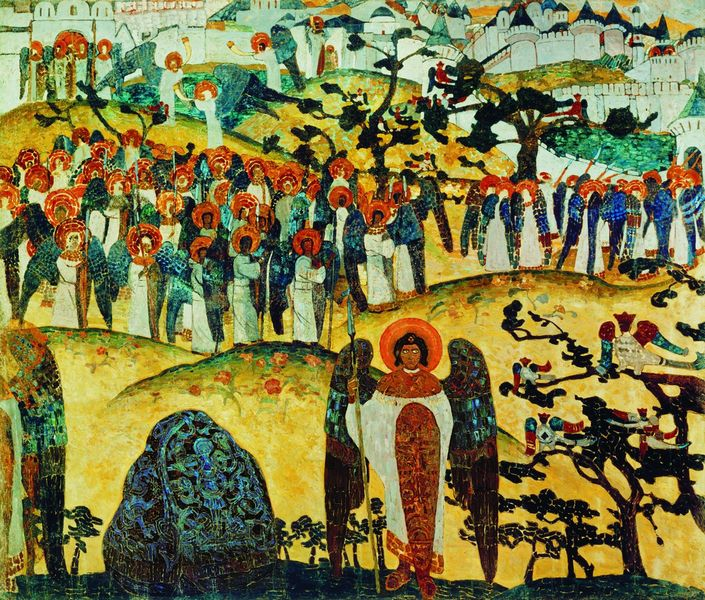
Nikolaj Rerich: Poklad andělů (1904–1905). Jeden z klenotů ze sbírky Rostropoviče a Višněvské.

V roce 2007 bylo rozhodnuto o využití Konstantinovského paláce k vystavení uměleckých sbírek Mstislava Rostropoviče a jeho manželky Galiny Višněvské. Sbírka se dostala do prodeje v aukční síni Sotheby's, ale den před konáním dražby ji získal podnikatel Ališer Usmanov a daroval ji ruskému státu. Součástí jsou obrazy od Brjullova, Serova, Grigorjeva, Repina či Rericha, dále porcelán, bronzové objekty a další.
Sbírka byla oficiálně otevřena premiérem Vladimirem Putinem 12. května 2008, dva měsíce po původně ohlášeném termínu. Nyní nese jméno Sbírka Konstantinovského paláce – Dar A. Usmanova. 